# Bellbergite
La bellbergite è un minerale del gruppo delle zeoliti scoperto nel 1993 presso il vulcano Bellberg vicino a Mayen nella regione dell'Eifel in Germania dalla quale ha preso il nome.

## Morfologia
La bellbergite si rinviene in aggregati subparalleli intercresciuti o più raramente in piccoli cristalli a forma di bipiramide esagonale.

## Origine e giacitura
La bellbergite si è formata nelle zone di contatto ibridizzate fra le xenoliti ricche di calcio e la leucite tefritica. Le cavità nella zona ibridizzata sono foderate di cristalli di sanidino, clinopirosseno e pirrotite alterata sulla quale si sono depositate la bellbergite e sfere di thomsonite seguite da ciuffi di ettringite.